# Nazionale maschile di football americano della Repubblica Ceca
La nazionale di football americano della Repubblica Ceca è la selezione maggiore maschile di football americano della ČAAF, che rappresenta la Repubblica Ceca nelle varie competizioni ufficiali o amichevoli riservate a squadre nazionali.

## Risultati
Legenda: Grassetto: Risultato migliore, Corsivo: Mancate partecipazioni

## Dettaglio stagioni

### Amichevoli
| Stagione | Vin | Par | Per | Tot | PF  | PS  | avversaria                             |
| -------- | --- | --- | --- | --- | --- | --- | -------------------------------------- |
| 2003     | 0   | 0   | 1   | 1   | 0   | 60  | Francia                                |
| 2004     | 0   | 0   | 1   | 1   | 0   | 44  | Germania                               |
| 2010     | 1   | 0   | 0   | 1   | 24  | 14  | Slovacchia                             |
| 2011     | 1   | 0   | 1   | 2   | 38  | 44  | Team Eagles USA, Cineplexx Blue Devils |
| 2013     | 1   | 0   | 0   | 1   | 38  | 6   | Slovacchia                             |
| 2014     | 1   | 0   | 0   | 1   | 12  | 6   | Paesi Bassi                            |
| 2015     | 1   | 0   | 0   | 1   | 26  | 7   | Ungheria                               |
| Totale   | 5   | 0   | 3   | 8   | 138 | 181 |                                        |

### Tornei

#### Europei

##### Europeo dal 2018

###### Fase finale
| Stagione | regular season | regular season | regular season | regular season | regular season | regular season | playoff | playoff | playoff | playoff | playoff | playoff    | playoff     |
|          | Vin            | Par            | Per            | Tot            | PF             | PS             | Vin     | Per     | Tot     | PF      | PS      | risultato  | avversaria  |
| -------- | -------------- | -------------- | -------------- | -------------- | -------------- | -------------- | ------- | ------- | ------- | ------- | ------- | ---------- | ----------- |
| 2021     | -              | -              | -              | -              | -              | -              | 1       | 1       | 2       | 35      | 35      | Undicesima | Paesi Bassi |
| 2023     | -              | -              | -              | -              | -              | -              | 1       | 1       | 2       | 15      | 30      | Decima     | Ungheria    |
| Totale   | -              | -              | -              | -              | -              | -              | 2       | 2       | 4       | 50      | 65      |            |             |

Fonte: americanfootballitalia.com

###### Qualificazioni
| Stagione | regular season | regular season | regular season | regular season | regular season | regular season | playoff | playoff | playoff | playoff | playoff | playoff                         | playoff       |
|          | Vin            | Par            | Per            | Tot            | PF             | PS             | Vin     | Per     | Tot     | PF      | PS      | risultato                       | avversaria    |
| -------- | -------------- | -------------- | -------------- | -------------- | -------------- | -------------- | ------- | ------- | ------- | ------- | ------- | ------------------------------- | ------------- |
| 2015     | 1              | 0              | 0              | 1              | 14             | 7              | -       | -       | -       | -       | -       | Qualificata al turno successivo | Polonia       |
| 2016     | -              | -              | -              | -              | -              | -              | 1       | 1       | 2       | 33      | 51      | Secondo posto                   | Gran Bretagna |
| 2019     | 0              | 0              | 2              | 2              | 7              | 44             | -       | -       | -       | -       | -       |                                 | -             |
| 2022     | 0              | 0              | 2              | 2              | 50             | 87             | -       | -       | -       | -       | -       |                                 | -             |
| 2024     | 1              | 0              | 1              | 2              | 20             | 35             | -       | -       | -       | -       | -       |                                 | -             |
| Totale   | 2              | 0              | 5              | 7              | 91             | 173            | 1       | 1       | 2       | 33      | 51      |                                 |               |

Fonte: americanfootballitalia.com

##### Europeo B
| Stagione | regular season | regular season | regular season | regular season | regular season | regular season | playoff | playoff | playoff | playoff | playoff | playoff      | playoff       |
|          | Vin            | Par            | Per            | Tot            | PF             | PS             | Vin     | Per     | Tot     | PF      | PS      | risultato    | avversaria    |
| -------- | -------------- | -------------- | -------------- | -------------- | -------------- | -------------- | ------- | ------- | ------- | ------- | ------- | ------------ | ------------- |
| 2009     | 1              | 0              | 1              | 2              | 30             | 49             | 1       | 0       | 1       | 27      | 17      | Terzo posto  | Italia        |
| 2013     | 1              | 0              | 1              | 2              | 13             | 43             | 0       | 1       | 1       | 13      | 24      | Quarto posto | Gran Bretagna |
| Totale   | 2              | 0              | 2              | 4              | 43             | 92             | 1       | 1       | 2       | 40      | 41      |              |               |

Fonte: americanfootballitalia.com

##### Europeo C
| Stagione | regular season | regular season | regular season | regular season | regular season | regular season | playoff | playoff | playoff | playoff | playoff | playoff     | playoff    |
|          | Vin            | Par            | Per            | Tot            | PF             | PS             | Vin     | Per     | Tot     | PF      | PS      | risultato   | avversaria |
| -------- | -------------- | -------------- | -------------- | -------------- | -------------- | -------------- | ------- | ------- | ------- | ------- | ------- | ----------- | ---------- |
| 2003     | 1              | 0              | 1              | 2              | 14             | 31             | 1       | 0       | 1       | 45      | 20      | Terzo posto | Danimarca  |
| Totale   | 1              | 0              | 1              | 2              | 14             | 31             | 1       | 0       | 1       | 45      | 20      |             |            |

Fonte: americanfootballitalia.com

#### Tri-Nations Cup
| Stagione | regular season | regular season | regular season | regular season | regular season | regular season | playoff | playoff | playoff | playoff | playoff | playoff       | playoff    |
|          | Vin            | Par            | Per            | Tot            | PF             | PS             | Vin     | Per     | Tot     | PF      | PS      | risultato     | avversaria |
| -------- | -------------- | -------------- | -------------- | -------------- | -------------- | -------------- | ------- | ------- | ------- | ------- | ------- | ------------- | ---------- |
| 2018     | 1              | 0              | 1              | 2              | 59             | 23             | -       | -       | -       | -       | -       | Secondo posto | -          |
| Totale   | 1              | 0              | 1              | 2              | 59             | 23             | -       | -       | -       | -       | -       |               |            |

Fonte: americanfootballitalia.com

### Riepilogo partite disputate
| Anno              | Luogo          | Evento          | Fase del torneo           | Incontro                          | Risultato     |
| 21 giugno 2003    | Strasburgo     | Amichevole      |                           | Francia - Rep. Ceca               | 60 - 0        |
| 27 luglio 2003    | Copenaghen     | Europeo C       | Girone                    | Danimarca - Rep. Ceca             | 3 - 7         |
| 29 luglio 2003    | Copenaghen     | Europeo C       | Girone                    | Italia - Rep. Ceca                | 28 - 7        |
| 2 agosto 2003     | Copenaghen     | Europeo C       | Finale 3º - 4º posto      | Danimarca - Rep. Ceca             | 20 - 45       |
| 17 luglio 2004    | Dresda         | Amichevole      |                           | Germania - Rep. Ceca              | 44 - 0        |
| 18 agosto 2009    | Wolfsberg      | Europeo B       | Girone                    | Rep. Ceca - Danimarca             | 30 - 15       |
| 20 agosto 2009    | Wolfsberg      | Europeo B       | Girone                    | Danimarca - Rep. Ceca             | 34 - 0        |
| 22 agosto 2009    | Wolfsberg      | Europeo B       | Finale 3º - 4º posto      | Italia - Rep. Ceca                | 17 - 27       |
| 10 agosto 2010    | Praga          | Amichevole      |                           | Rep. Ceca - Slovacchia            | 24 - 14       |
| 2011              | Luino          | 4 Helmets       | Semifinale                | Rep. Ceca - Team Eagles USA       | 0 - 27        |
| 2011              | Luino          | 4 Helmets       | Finale 3º - 4º posto      | Rep. Ceca - Cineplexx Blue Devils | 38 - 17       |
| 18 agosto 2013    | Bratislava     | Amichevole      |                           | Slovacchia - Rep. Ceca            | 6 - 38        |
| 2 settembre 2013  | Milano         | Europeo B       | Fase a gironi             | Serbia - Rep. Ceca                | 9 - 13        |
| 4 settembre 2013  | Milano         | Europeo B       | Fase a gironi             | Rep. Ceca - Danimarca             | 0 - 34        |
| 7 settembre 2013  | Milano         | Europeo B       | Finale 3º - 4º posto      | Gran Bretagna - Rep. Ceca         | 24 - 13       |
| 21 settembre 2014 | Praga          | Amichevole      |                           | Rep. Ceca - Paesi Bassi           | 12 - 6        |
| 4 ottobre 2015    | Budapest       | Amichevole      |                           | Ungheria - Rep. Ceca              | 7 - 26        |
| 11 ottobre 2015   | Pardubice      | Europeo         | Qualificazioni            | Rep. Ceca - Polonia               | 14 - 7        |
| 16 settembre 2016 | Worcester      | Europeo         | Qualificazioni            | Rep. Ceca - Paesi Bassi           | 20 - 13       |
| 18 settembre 2016 | Worcester      | Europeo         | Qualificazioni            | Gran Bretagna - Rep. Ceca         | 38 - 13       |
| 8 settembre 2018  | Třinec         | Tri-Nations Cup |                           | Rep. Ceca - Slovacchia            | 44 - 0        |
| 14 ottobre 2018   | Budapest       | Tri-Nations Cup |                           | Ungheria - Rep. Ceca              | 23 - 15       |
| 13 ottobre 2019   | Jihlava        | Europeo A       | Qualificazioni            | Rep. Ceca - Francia               | 3 - 28        |
| 27 ottobre 2019   |                | Europeo A       | Qualificazioni            | Serbia - Rep. Ceca                | 16 - 0        |
| 2021              |                | Europeo A       | Semifinale 9º - 12º posto | Rep. Ceca - Russia                | 0 - 35 d.g.s. |
| 2021              |                | Europeo A       | Finale 11º - 12º posto    | Rep. Ceca - Paesi Bassi           | 35 - 0 d.g.s. |
| 16 ottobre 2022   | Ústí nad Labem | Europeo A       | Qualificazioni            | Rep. Ceca - Finlandia             | 10 - 42       |
| 29 ottobre 2022   | Gentofte       | Europeo A       | Qualificazioni            | Danimarca - Rep. Ceca             | 45 - 40       |
| 6 agosto 2023     | Ústí nad Labem | Europeo A       | Semifinale 9º - 12º posto | Rep. Ceca - Svizzera              | 15 - 0        |
| 29 ottobre 2023   | Budapest       | Europeo A       | Finale 9º - 10º posto     | Ungheria - Rep. Ceca              | 30 - 0        |
| 13 ottobre 2024   | Ústí nad Labem | Europeo A       | Qualificazioni            | Rep. Ceca - Finlandia             | 6 - 28        |
| 20 ottobre 2024   | Lilla          | Europeo A       | Qualificazioni            | Francia - Rep. Ceca               | 7 - 14        |
| 2 agosto 2025     |                | Europeo A       | Semifinale 5º - 8º posto  | Svezia - Rep. Ceca                |               |

## Confronti con le altre Nazionali
Questi sono i saldi della Repubblica Ceca nei confronti delle Nazionali incontrate.

### Saldo positivo
| Nazionale   | Giocate | Vinte | Pareggiate | Perse | PF  | PS | Ultima vittoria | Ultimo pari | Ultima sconfitta |
| ----------- | ------- | ----- | ---------- | ----- | --- | -- | --------------- | ----------- | ---------------- |
| Slovacchia  | 3       | 3     | 0          | 0     | 106 | 20 | 2018            | -           | -                |
| Paesi Bassi | 3       | 3     | 0          | 0     | 67  | 19 | 2021            | -           | -                |
| Svizzera    | 1       | 1     | 0          | 0     | 15  | 0  | 2023            | -           | -                |
| Polonia     | 1       | 1     | 0          | 0     | 14  | 7  | 2015            | -           | -                |

### Saldo in pareggio
| Nazionale | Giocate | Vinte | Pareggiate | Perse | PF  | PS  | Ultima vittoria | Ultimo pari | Ultima sconfitta |
| --------- | ------- | ----- | ---------- | ----- | --- | --- | --------------- | ----------- | ---------------- |
| Danimarca | 6       | 3     | 0          | 3     | 122 | 151 | 2009            | -           | 2022             |
| Italia    | 2       | 1     | 0          | 1     | 34  | 45  | 2009            | -           | 2003             |
| Serbia    | 2       | 1     | 0          | 1     | 13  | 25  | 2013            | -           | 2019             |

### Saldo negativo
| Nazionale     | Giocate | Vinte | Pareggiate | Perse | PF | PS | Ultima vittoria | Ultimo pari | Ultima sconfitta |
| ------------- | ------- | ----- | ---------- | ----- | -- | -- | --------------- | ----------- | ---------------- |
| Ungheria      | 3       | 1     | 0          | 2     | 41 | 60 | 2015            | -           | 2023             |
| Francia       | 3       | 1     | 0          | 2     | 17 | 95 | 2024            | -           | 2019             |
| Russia        | 1       | 0     | 0          | 1     | 0  | 35 | -               | -           | 2021             |
| Germania      | 1       | 0     | 0          | 1     | 0  | 44 | -               | -           | 2004             |
| Gran Bretagna | 2       | 0     | 0          | 2     | 26 | 62 | -               | -           | 2016             |
| Finlandia     | 2       | 0     | 0          | 2     | 16 | 70 | -               | -           | 2024             |